# Липгарты
Липгарт, Липхарт (нем. von Liphart) — род остзейского дворянства, предположительно саксонского происхождения, известный в Лифляндии с XVI века.

## Происхождение и история рода
Первым из рода упоминался в 1622 году Александр Липхарт, затем Иоганн Липхарт (ум. между 1661 и 1663), получивший от шведской королевы Кристины в 1649 г. земельные права на мызу Вылла и управлявшего двором графини Турн в Пернау (Эстляндия). Его сыновья Иоганн и Фридрих в 1688 году были возведены в дворянское достоинство Шведского королевства. Правнук Фридриха Рейнгольд Вильгельм Липгарт (1750—1829) — надворный советник (1790), лифляндский ландрат (1805-29), президент Лифляндского общеполезного и экономического общества (1809—1828), собрал значительную коллекцию живописи. Имел семь сестёр, одна из которых Ефросиния Ульрика, родившаяся в 1761 году в имении своего отца, лифляндского помещика Карла фон Липхарта, в замужестве стала баронессой Поссе, но в начале 1782 года покинула мужа, уехав с полковником И. А. Загряжским в Россию.
Его сын Карл Готгард (1778—1853) служил в армии, вышел в отставку в чине корнета; жил в имении Альт-Кустгоф (Лифляндская губерния), с 1829 владел майоратным имением Ратсгоф близ Дерпта, где создал пейзажный парк; с 1829 года — уездный депутат дворянства, в 1833—1836 гг. — лифляндский ландмаршал (предводитель дворянства). Его сын Карл Эдуард (1808—1891) — доктор медицины, коллекционер и историк искусства, в 1847—1862 гг. — президент Лифляндского общеполезного и экономического общества, а внук Эрнст Карлович (Эрнст Фридрих; 1847—1932) — художник, в 1906—1929 годы был хранителем Эрмитажа. Роман Эрнестович (1880—1942) — испытатель первых русских и советских подводных лодок, сын Э. К. Липгарта.
Двоюродный брат Рейнгольда Вильгельма Антон Иванович (Отто Иоганн Фридрих; 1773—1830) был с 1783 года на военной службе; участник польской кампании 1794 года; с 1807 года — шеф Полтавского пехотного полка, участник Отечественной войны 1812 года, в том же году уволен в отставку «за ранами» в чине генерал-майора, с 1814 года вновь на военной службе, комендант Херсона.
К другой линии рода принадлежит Иван Фёдорович Липгарт (Иоганн Фромгольд; 1733—1798), инженер и геодезист, тайный советник, сенатор (1796), в 1770—1773 годы руководил землеустроительными работами при создании немецких колоний в Поволжье, с 1775 — советник Главной артиллерийской и фортификационной канцелярии, с 1787 занимался работами по прокладке Екатерининского канала и по укреплению берегов Фонтанки в Петербурге; в 1791—1796 гг. — асессор Императорской конторы дворцов и садов, составил план Санкт-Петербурга (1795), участвовал в разработке сметы по строительству Михайловского замка.
С XVIII века Липгарты владели обширными поместьями в Лифляндской губернии, в начале XX века им принадлежали 14 имений в Юрьевском и Верроском уездах общей площадью свыше 42 тысяч десятин. Род Липгарт внесён в дворянский матрикул Лифляндской губернии (1747) и дворянскую родословную книгу Санкт-Петербургской губернии (1843).